# 楊秀卿
楊秀卿（1935年1月1日—2022年6月17日），台灣歌仔說唱（唸歌仔）表演藝術家。

## 生平
楊秀卿出生於日治時期，係1935年1月1日（舊曆甲戌年11月26日，但戶籍登記為1936年1月12日）出生於台北新店（今新北市新店區）屈尺，母親招贅，父親是客家人。
1938年雙眼失明，1945年開始跟邱查某老師學習台灣歌仔說唱表演藝術。1947年起，跟養母（義母）蕭陳阿某學藝，並隨養姊蕭金鳳走唱。1954年與楊再興結婚，從此由夫婿以大廣弦給她伴奏。
1983年，在居住地臺北縣汐止收第1期學生王振義及其在中國文化大學音樂學系學妹洪瑞珍（主修聲樂，副修鋼琴），傳授台灣唸歌仔藝術。
1989年，得到中華民國教育部民族藝術薪傳獎。1992年，行政院文化建設委員會出版《楊秀卿的台灣說唱》音樂光盤和專書表彰其音樂藝術成就。
2004年，直屬行政院文化建設委員會的國立傳統藝術中心舉辦「古月琴聲」音樂會祝賀70歲生日和結婚50周年。2006年，演唱的《台灣唸歌》音樂專輯（2004年錄製出版）入圍行政院新聞局第17屆金曲獎最佳戲曲曲藝專輯和傳統暨藝術音樂作品最佳演唱，她的學生洪瑞珍以製作這套專輯得到傳統暨藝術音樂作品最佳專輯製作人獎。2007年，得到第11屆國家文藝獎。2009年3月3日，台灣行政院文化建設委員會指定為「重要傳統藝術說唱（唸歌仔）保存者」，亦即俗稱之「人間國寶」；3月22日，成為台北市政府和臺北縣政府合聘的「第1屆台北傳統藝術榮譽藝師」。
2016年，與雲林科技大學學生合作，用創新手法包裝傳統藝術，推出專輯MV《唸啥咪歌》，獲得2016德國紅點設計大獎傳達設計類（Communication Design）中，電影與動畫（film&animation）的「絕佳設計獎」（Best of the Best）。受邀前往德國參加頒獎典禮，並在會後舉行音樂會，邊彈月琴邊說學逗唱，讓德國觀眾為之瘋狂，也讓台灣的無形文化資產唸唱藝術在國際發聲。
《唸啥咪歌》本專輯由『微笑唸歌團』製作，內容為台語說唱藝術-唸歌，取材《哪吒鬧東海》加入現代時事做改編，由楊秀卿老師與學生儲見智、林恬安錄音，並與視覺設計師黃宇謙、張芳榕、王柏仁合製MV，MV以「娛樂」為設計主題，文字拼貼手法來表現唸歌的即興表現能力，穿插歌者的唸唱片段，讓唸歌動起來。
2017年參與楊雅喆導演的電影《血觀音》，在片中擔綱串場。2018年受邀至《香港台灣月》，並於光華新聞文化中心演出。2022年6月17日凌晨辭世。

## 褒揚令
2022年7月13日於基隆市立殯儀館舉行告別式，文化部部長李永得代表總統頒發褒揚令，由次子楊欽代表受贈，褒揚令全文為：

重要傳統表演藝術「說唱」保存者楊秀卿，貞毅淳淑，真率穎敏。稚幼罹疾失明，顛仆困頓，乃從師脩習，厚實唸歌唱腔，礱磨月琴彈奏，精勤淬勉，孜孜不息，肇啟七十餘載走唱年歲。平素涉足南管、歌仔戲探索，潛心自創「口白歌仔」，專擅模仿變音餘巧，豐富故事張力內涵；透現社會樣態氛圍，導引正向良善風氣，即興吟詠，趣味盎然；諷一勸百，警世惠群。復設立楊秀卿說唱藝術團，恢弘師徒傳習計畫，培植優秀種子成員；拓開跨界合作演出，廣博地方多元視野，容舊納新，長技流遠。曾獲頒教育部民族藝術薪傳獎、第十一屆國家文藝獎暨第四十屆行政院文化獎等殊譽。綜其生平，振揚傳統說唱藝術美學，承續本土特有文化緒業，芳猷儀範，蓬島留芬。遽聞溘然徂謝，軫悼彌殷，應予明令褒揚，用示政府篤念耆賢之至意。

總　　　統　蔡英文　　　　

行政院院長　蘇貞昌　　　　

## 外部連結
- 《第十一屆國家文藝獎得主 ( 2007年 )：說唱藝術家/楊秀卿》，國藝會網站 （页面存档备份，存于）
- 臺灣音樂群像 楊秀卿 （页面存档备份，存于）
- YouTube上的向楊老師致敬 自彈自唱一生傳2-1
- YouTube上的向楊老師致敬 自彈自唱一生傳2-2